# Aznakajewo
Aznakajewo – miasto w Rosji, w Tatarstanie, 376 km na południowy wschód od Kazania. W 2009 liczyło 34 407 mieszkańców.